# Allô Bouvard
Allô Bouvard était une émission de dialogue avec les auditeurs à vocation culturelle et humoristique, animée par Philippe Bouvard. Elle a été créée à la suite du départ de celui-ci de l'émission Les Grosses Têtes en  juin 2014 et son remplacement par Laurent Ruquier après le départ de ce dernier d'Europe 1. Allô Bouvard était diffusée chaque samedi et chaque dimanche de 11 h 30 à 12 h 30 sur RTL.
À la rentrée de septembre 2017, l'émission n'a plus lieu que le dimanche au même horaire.

À partir de la rentrée de septembre 2018, l'émission va de 11 h 30 à midi.
RTL annonce en juin 2020 que l'émission n'est pas reconduite en septembre 2020.

## Déroulement
- L'émission commence à 11 h 30 après Stop ou encore, présentée par Vincent Perrot. Avant de passer aux Grands dossiers, Philippe Bouvard raconte des Petites nouvelles, qui traitent souvent de l'actualité anecdotique et se veulent humoristique.
- Après les Petites nouvelles, les auditeurs proposent un sujet, le plus souvent d'actualité (la question est au préalable envoyée à RTL) et Philippe Bouvard y répond avec sa culture, son expérience et en y ajoutant souvent son avis personnel.
- À 11 h 55, avant le flash de 12 h 00 :
  - le samedi, Bernard Mabille intervient pour son Coup de sang humoristique ou (plus rarement), Jacques Mailhot ;
  - le dimanche, Philippe Chevallier, faisait jusqu'en 2015, l'Horoscope du jour dans lequel il dressait un horoscope humoristique d'une personnalité connue, le plus souvent politique. Après cette date, il faisait un petit billet humoristique, sans horoscope. Depuis septembre 2017, cette émission n'a plus lieu le dimanche.

À noter que depuis la rentrée de septembre 2016, Bernard Mabille et Philippe Chevallier ne participent plus à l'émission.
- Après le flash de la mi-journée, Philippe Bouvard reprend une autre série de Petites nouvelles puis repasse aux Grands dossiers en dialoguant avec les auditeurs jusqu'à 12 h 15.
- À 12 h 15, il interviewe une personnalité de son choix dans la rubrique Et Si On l'Appelait…, le plus souvent à l'occasion de la publication d'un livre écrit par cette personnalité.

## Audiences
- Pour la tranche septembre-octobre 2014, Allô Bouvard compte 742 000 auditeurs le samedi midi et 801 000 le dimanche midi[2].
- Pour la tranche novembre-décembre 2014, Allô Bouvard, le samedi, est écouté par 1 384 000 auditeurs, soit une progression de 23 % par rapport à La Bonne Touche, animée par Jean-Pierre Foucault l'année précédente à la même période. L'émission progresse de 22 % par rapport à la rentrée et le dimanche, Philippe Bouvard est écouté par 1 411 000 auditeurs, soit une progression de 7 % sur un an[3].
- Depuis janvier 2015, les audiences, étant en baisse constante, ne sont plus communiquées.
- Sur la vague janvier-mars 2017, les audiences sont communiquées : 
  - 1 657 000 auditeurs le samedi soit une progression de 444 000 paires d'oreilles sur un an ;
  - 1 299 000 auditeurs le dimanche soit une progression de 249 000 paires d'oreilles sur un an.[réf. nécessaire]
- Sur la vague avril-juin 2017, les audiences ne sont pas communiquées car celles-ci étaient en baisse. Décision fut prise de réduire l'émission dès la rentrée 2017 : l'émission du samedi est supprimée.

## Remarques
- Au début, un petit générique composé de plusieurs sonneries de téléphones (fixe, mobile) annonçait le début de l'émission mais fut rapidement supprimé.
- À la suite de l'attentat contre le journal Charlie-Hebdo survenu à Paris le 7 janvier 2015, il n'y a pas eu de Petites nouvelles les 10 et 11 janvier 2015. Ces deux émissions étaient largement consacrées à cet attentat.
- À la suite des attaques terroristes à Paris et Saint-Denis du 13 novembre 2015, les émissions des samedi 14 et dimanche 15 novembre 2015 (enregistrées le 13 au matin) n'ont pas été diffusées. Elles ont été remplacées par une émission spéciale présentée par Vincent Perrot et Vincent Parizot.
- L'émission a été initialement signée pour deux saisons (2014—2015 et 2015—2016), puis renouvelée chaque saison.